# Gott spielen
Gott spielen, Gott ins Handwerk pfuschen, auch in den Varianten Herrgott spielen und dem lieben Herrgott ins Handwerk pfuschen, sind Redewendungen, die nahelegen, dass ein auf diese Weise bezeichnetes Handeln einer Person oder Personengruppe jenseits dessen liegt, wozu ein Mensch ermächtigt sein sollte. „Spielen“ und „pfuschen“ weisen in diesem Zusammenhang darauf hin, dass es sich um eine Anmaßung handelt, dass den Handelnden eine Berechtigung und echtes Verständnis abgeht und stellen damit ethisch negativ wertende Aussagen dar.
Die Redewendungen, die umgangssprachlich und medial bei ethischen Konfliktthemen verwendet werden, beruhen weder auf konkreten Zitaten in der Bibel noch werden sie in der heutigen theologischen Literatur verwendet.

## Bedeutung
„Selbst (mit negativen Folgen) Gott spielen“ hat eine sehr ähnliche Bedeutung wie „sich in gottgegebene Dinge einmischen“ oder „(dem lieben) Gott ins Handwerk pfuschen“ und impliziert – spielen, einmischen, pfuschen – dass dies anmaßend, ohne Weisheit und ohne erforderliches Verständnis der Thematik geschieht, und es daher aus religiöser Sicht ein ethisch oder moralisch falsches Verhalten ist.

## Beispiele von Verwendungen und deren Zusammenhängen

### Frühe Verwendung
Die folgende, kommentierte Auswahl erläutert an Beispielen, wie diese Redewendungen im 19. Jahrhundert verwendet wurden.
- 1810 charakterisierte der Philosoph, Diplomat, Ökonom und Staatstheoretiker Adam Heinrich Müller in einer löblichen Vorlesung über Friedrich den Großen, „der mit einem einfachen Willen über der Masse seiner Unterthanen stand, ihr Schicksal im Ganzen und nach großen Partien lenkend, nie aber sich herablassend zum Vormund, Versorger und Wächter der Einzelnen [mache]“ im Gegensatz dazu „schlechte und talentlose Staatsmänner“: „Sie möchten den Gott spielen, der den Einzelnen erhebt und herabsetzt, glücklich und unglücklich macht.“[4]

- 1814, sechs Jahre nach Goethes Faust, erschien die romantische Oper Faust. Darin lässt der Schriftsteller und Librettist Joseph Carl Bernard Mephistopheles in einem nächtlichen Monolog über Faust sagen: „Der Endlichkeit Schranken wolltest du überspringen, mit der Ewigkeit kurzweilen, den Gott spielen unter Menschen, und Gutes schaffen durch Macht der Hölle, ihr zum Trotz und Hohn!“[5]

- 1815 erschien die mehrbändige Geschichte der Französischen Revolution des Abbé Jean-Pierre Papon, der den Deputierten der Nationalversammlung (in der deutschen Übersetzung) in den Mund legte, dass sie das Verhalten von Maximilien de Robespierre so beurteilten, als ob er „nach dem Range einer Gottheit strebe“, dass er „den Gott spielen will“ und sogar „ein Gott seyn“ will.[6][7]

- 1840 ergeht von dem Journalisten, Literatur- und Theaterkritiker Ludwig Börne eine Warnung an Heinrich Heine wegen dessen scharfer und polarisierender Aussagen, „nicht Gott (zu) spielen, der nur allein versteht, die Menschen durch Irrthümer zur Wahrheit, durch Verbrechen zur Tugend, durch Unglück zum Heile zu führen“.[8]

- 1847 macht der Philosoph und Anthropologe Ludwig Feuerbach eine ironische Aussage zum Frühwerk von René Descartes: „... wie jener luftige französische gentil-homme Descartes, mit dem's auch nie richtig im Kopfe war - was Ihr schon daraus sehen könnt, dass er in seiner Philosophia prima - o der Hochmuthspinsel! - dem Herrgott ins Handwerk pfuschen wollte ....“[9]

- 1850 erschien in der Allgemeinen Zeitung München eine der frühesten Erwähnungen von „dem lieben Gott ins Handwerk pfuschen“ im Vergleich von plastischer Chirurgie – „welche einen Fetzen Stirnhaut herunterschneidet, um eine neue Nase daraus zu machen“ – mit dem Wirken von „plastischen Diplomaten“, die ganze Landesgebiete zu neuen staatlichen Einheiten zusammenflicken.

- 1863, im Sächsischen Kirchen- und Schulblatt, wird die Redewendung so verwendet, dass sie sich auf jeden Menschen bezieht. Abgeleitet und argumentiert wird die Aussage über Psalm 46:10 „Seid stille und erkennet, daß ich GOTT bin.“[10]

### Verwendung in den Medien
Heute werden in der öffentlichen, medialen Diskussion ethisch schwierige oder konfliktbehaftete Themenbereiche mit „Gott spielen“ – auch in der Frageform „Darf man/der Mensch Gott spielen?“ – eingeleitet oder bewertet, wobei aber nicht immer deutlich wird, ob die Verwendung wirklich aus religiöser Auffassung heraus geschieht oder nur als dramatische Metapher verwendet wird.
Hauptsächlich findet man diese Redewendungen bei Diskussionen über zwei Themenbereiche.
- Der erste Bereich ist die direkte oder indirekte Entscheidung über Leben und Tod, beispielsweise aktive Sterbehilfe,[11] Euthanasie,[12] Todesstrafe,[13] Abtreibung,[14] Warteliste bei Organspenden[15] etc.

- Der zweite Bereich sind biologische und technologische Eingriffe in die Natur, beispielsweise durch die Biotechnologie,[16] speziell die Gentechnik[17][18] (hier auch im Zusammenhang mit dem Begriff „Schöpfung“[19]) Stammzellenforschung,[18] dem Pro[20] oder Kontra[21] des reproduktiven Klonens, bei Maßnahmen zum Erreichen von Transhumanismus,[22] das Erschaffen von künstlicher Intelligenz,[23] Terraforming etc.

### Verwendung in der Populärkultur
Besonders im englischsprachigen Raum findet man Erwähnungen von play(ing) God.
- Musik
  - Play God ist der Titel eines 1991 erschienenen Albums der US-amerikanischen Thrash-Metal-Band Reverend.
  - Playing God and Other Short Stories ist der Titel eines 2010 erschienenen Albums der israelischen Death-Metal-Band Salem.
  - Playing God ist der Titel eines 2012 erschienenen Albums der deutsche Sängerin Isgaard Marke.
  - Playing God ist ein Song der US-amerikanischen Alternative-Rock-Band Paramore aus dem Jahr 2009.
- Film und Fernsehen
  - In der Filmkomödie Bruce Allmächtig hadert der Fernsehreporter Bruce Nolan mit seinem Leben und macht Gott dafür verantwortlich. Dieser überträgt Nolan daraufhin gottgleiche Fähigkeiten, durch die sich Nolan noch tiefer ins Chaos manövriert.[24][25][26]
  - Playing God ist der Titel eines Thrillers von Andy Wilson aus dem Jahr 1997.
  - Playing God ist der Titel eines deutschen Dokumentarfilms von Karin Jurschick aus dem Jahr 2017.
  - Playing God ist ein BBC-Dokumentarfilm aus dem Jahr 2012 über wissenschaftliche und humanitäre Fortschritte durch Veränderungen der natürlichen Umgebung.
  - Playing God ist die 37. Episode (zweite Staffel, 1993) der Science-Fiction-TV-Serie Star Trek: Deep Space Nine.
  - Der Charakter Light Yagami aus Death Note sieht sich durch das Benutzen des Death Notes als einen Gott einer neuen Welt an.
  - In der Anime- und Mangareihe Mirai Nikki nimmt der letzte Überlebende in einem Spiel, in welchem man sich gegenseitig töten muss, die Position eines Gott ein.
  - Die Anime- und Mangareihe Noragami dreht sich um den Gott Yato, welcher in Menschengestalt zu sehen ist.
  - In der Anime-Fernsehserie Neon Genesis Evangelion versucht die Organisation SEELE die Menschheit im Rahmen der für die nähere Zukunft vorausgesagten Apokalypse auf eine höhere, gottgleiche Stufe der Evolution zu stellen.
- Literatur
  - In Max Frisch Stiller erwähnt der Ich-Erzähler (der nicht Stiller ist) im Zusammenhang mit Liebesleid gegenüber Stiller: „Ein wirkliches Leiden, einmal abgesehen von aller unserer Eitelkeit, denn man möchte ja auch gerne ein bißchen Herrgott spielen, die Welt aus der Tasche ziehen, das Leben auf den Tisch zaubern.“[27]
- Spiele
  - Playing Gods ist ein satirisches Brettspiel aus dem Jahr 2008.
  - Der Designer Will Wright, der Spiele wie SimCity, SimEarth und Spore entwickelt hat, in denen man als Schöpfer schaffen und vernichten kann, wurde als „Der Mann, der uns Gott spielen lehrte“ benannt.[28] Computerspiele in welchen der Spieler Gott ähnlich agiert werden auch als Göttersimulation bezeichnet. Ferner sind hiervon auch Lebenssimulationen betroffen.
  - Als God Mode (deutsch: „Gott-Modus“; auch als God-Mode oder GodMode) bezeichnet man in Computerspielen einen Cheat, der dem Spieler Unverwundbarkeit und/oder andere gottgleiche Attribute und Funktionen ermöglicht.
  - Spiel-Engines und Ingame-Sandboxeditoren ermöglichen es einem zum Schöpfer und Gestalter einer virtuellen Welt zu werden, was sich als Gott spielen interpretieren lässt.
  - In der Spielreihe God of War spielt man den Gott Kratos.
  - Beim Weltenbasteln (auch Weltenbauen) werden fiktive Welten erfunden, erschaffen und konzipiert. Hierbei nimmt man meist automatisch die Rolle eines Gottes bzw. Schöpfers an, da man sich um das Erfinden von Sprachen, das Entwerfen von Landkarten, Völker- und Rassenbeschreibungen, Gesetzestexten und vieles mehr kümmern muss.
- Comics
  - In Comics sind die Protagonisten, Superhelden und Superschurken, oft gottgleich mit Superkräften ausgestattet.

## Analoge Redewendungen in anderen Sprachen
Im Englischen findet man die Redewendung als to play god oder playing god ab den 1930er Jahren. James Whale, der Regisseur von Frankenstein (1931), brachte die Idee vor, dass Victor (im Film Henry) Frankenstein sich an Gottes Stelle versetzen wolle. Diese Aussage findet sich nicht in Shelleys Roman Frankenstein oder Der moderne Prometheus. Im ursprünglichen Filmscript von John L. Balderston, das aber von den Universal Studios stark modifiziert wurde, ruft Frankenstein im Moment der Reanimation seiner Schöpfung: „Now I know what it feels like to be God!“ Dieser Kommentar fiel der Zensur zum Opfer, aber das Konzept und Mem war geboren.
Im Französischen gibt es ab dem 18. und vermehrt im 19. Jahrhundert die Redewendung jouer à dieu und se jouer à dieu, etwa ‚sich als Gott aufspielen‘.

## Kritik an der Begriffsverwendung
Der Chemiker, Physiker und Sachbuchautor Philip Ball kritisiert die Verwendung von „playing God“ als Anschuldigung, da dieser moralisierende Vorwurf „ein bedeutungsloses, gefährliches Klischee“ sei, das auch für Prometheus (der Gebrauch von Feuer), Daedalus (die Fähigkeit zu fliegen) und Faust (der unermütliche Versuch, die Welt verstehen zu wollen), bemüht worden sei. Diese Handlungsweisen und Absichten hätten sich aber als völlig normales menschliches Verhalten herausgestellt. Dieses Klischee wurde und werde als Rechtfertigung der Ablehnung von konservativen und religiös motivierten Sprechern – Ball erwähnt Paul Ramsey – im Rahmen der Bioethik-Diskussion in den USA aufgenommen: „Men ought not to play God before they learn to be men, and after they have learned to be men they will not play God.“
Nach dem amerikanischen Professor für systematische Theologie Ted Peters, Berkeley (Kalifornien), hat „die Phrase „playing God“ einen sehr geringen kognitiven Wert, wenn man sie aus der Perspektive eines Theologen betrachtet ... [sie] ist den Theologen fremd und wird sehr wahrscheinlich nicht in einem theologischen Glossar erscheinen“.
Auch in naturwissenschaftlichen Fachbüchern finden diese Begriffe keine Verwendung.

## Redewendung „mit Gott spielen“
Die Redewendung „mit Gott spielen“ wird heute kaum noch verwendet. Sie stand für „Gott täuschen zu wollen“, „Gott nicht ernst zu nehmen“, oder „im Namen Gottes die Unwahrheit zu sagen“.